# Armas Toivonen
Pour les articles homonymes, voir Toivonen.
Armas Toivonen (né le 20 septembre 1899 à Halikko et mort le 12 septembre 1973 à Helsinki) est un athlète finlandais spécialiste du marathon, dont il est le premier champion d'Europe. Il mesurait 1,71 m pour 59 kg.

## Biographie

### Palmarès
| Date | Compétition           | Lieu        | Résultat | Performance     |
| ---- | --------------------- | ----------- | -------- | --------------- |
| 1932 | Jeux olympiques d'été | Los Angeles | 2e       | 2 h 32 min 12 s |
| 1934 | Championnats d'Europe | Turin       | 1er      | 2 h 52 min 29 s |

### Records
| Épreuve  | Performance     | Lieu        | Date |
| -------- | --------------- | ----------- | ---- |
| Marathon | 2 h 32 min 12 s | Los Angeles | 1932 |